# Иппофагия

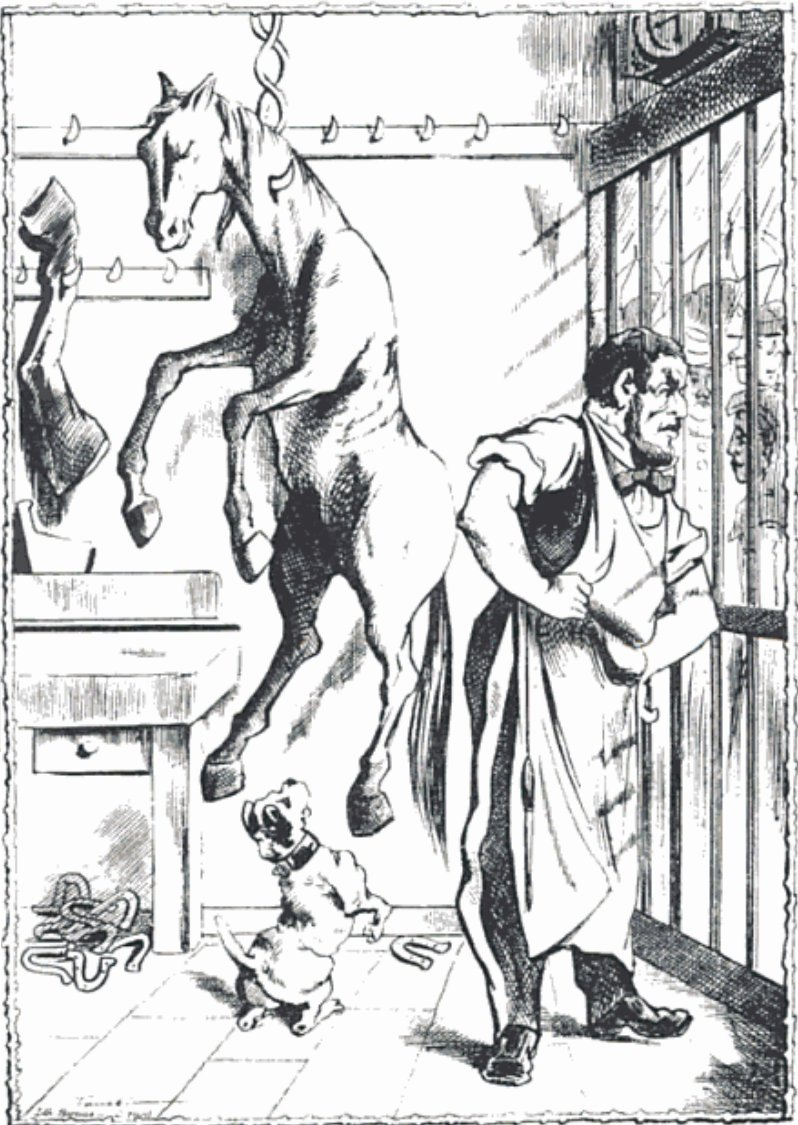
Рисунок, изображающий тушу лошади в мясной лавке, сделанный во время осады Парижа прусскими войсками в 1870 году.

Иппофагия — практика регулярного и (или) преимущественного употребления в пищу конины. Иппофагия известна с доисторических времён и практиковалась в древности многими народами Евразии, будучи часто связанной с языческими ритуалами, что побудило католическую церковь во времена европейского Средневековья запретить её. Практика употребления конины в пищу была распространена в периоды нехватки пищи, а также среди кочевых народов, таких как монголы. Получив широкое распространение во Франции в конце XIX века, она резко сошла на нет в 1960-х годах. Соединённые Штаты Америки объявили иппофагию вне закона на территории нескольких штатов. Скандалы, связанные с риском заразиться трихинеллёзом при употреблении конины, «шокирующие изображения» животных, отправляемых на бойню, и продолжающие иметь место споры о символическом и историческом месте лошади в человеческой цивилизации считаются причинами негативного отношения к употреблению конины в некоторых западных странах. В странах Центральной и Южной Америки, Скандинавии, Центральной и Восточной Азии иппофагия может считаться традицией, в отличие от англосаксонских стран, культуре которых она не свойственна. Отказ от употребления конины в пищу может быть вызван культурными или религиозными причинами. Ныне в мире масштабы иппофагии увеличиваются, и для удовлетворения потребностей восьми крупнейших стран-потребителей ежегодно забивается 4700000 лошадей. В январе 2013 года в Европе разразился крупный скандал, связанный с заменой говядины кониной в некоторых мясных продуктах.
Потребляемые впоследствии в пищу лошади часто являются бывшими участниками каких-либо конных мероприятий, что делает их перепродажу на убой более интересной. Жеребята возрастом менее восемнадцати месяцев и скаковые лошади, показывающие плохие результаты, также могут быть убиты ради мяса. Заготовка конины может также производиться для последующей переработки её в корма для животных. Иппофагия имеет сторонников, оправдывающих её по экономическим соображениям, а также среди некоторых учёных в области диетологии, которые считают, что это мясо обладает питательными свойствами. Основными противниками употребления конины в пищу являются ассоциации по защите животных, осуждающие условия доставки на бойни и убоя лошадей.
В современных западных СМИ развёрнуты информационные кампании как по сохранению, так и по запрету иппофагии. Лошади часто используются человеком в той или иной деятельности без предположения дальнейшего её содержания, когда она уже не сможет работать, и без должной этики. Социальная роль лошади в некоторых странах за последние годы существенно изменилась, и в настоящее время она рассматривается некоторыми как животное, близкое к домашнему. Альтернативами иппофагии считаются содержание животных до естественной смерти, эвтаназия и кремация трупов.